# Доронин, Александр Макарович
Алекса́ндр Мака́рович Доро́нин (7 января 1947 года, с. Петровка, ныне Большеигнатовской район, Республика Мордовия — 17 марта 2021 года, Саранск) — эрзянский прозаик, поэт, публицист, главный редактор, журналист. Член Союза Писателей СССР с 1984.

## Биография
Окончил Литературный институт имени А. М. Горького (Москва, 1973).
Работал главным редактором эрзяноязычного журнала «Сятко» («Искра»).
Председатель союза писателей Республики Мордовия с 2000.
Автор крупных прозаических произведений, в том числе «Кочкодыкесь — пакся нармунь» («Перепелка — птица полевая», 1993), «Баягань сулейть» («Тени колоколов», 1995). Осуществлены переводы на русский, марийский, чувашский, удмуртский языки.